# تومانوو (سرزمین آلتای)
تومانوو (به لاتین: Tumanovo) یک منطقهٔ مسکونی در روسیه است که در سرزمین آلتای واقع شده‌است.